# Черноморска къща
Черноморската къща е характерен тип възрожденска архитектура, обхващащ черноморското крайбрежие на България. Част е от областта на южнобългарската къща.
Най-много представители на този тип къща са запазени в селищата на юг от Стара планина, главно в Несебър и Созопол.
Черноморската къща е двуетажна. Външните стени на приземието са каменни зидове на глинен разтвор, с широко размазани фуги и дървени пояси. Често пъти каменни са само стените към улицата и съседите. Етажните стени имат дървеноскелетна конструкция. Дървеният скелет отвън е окован с широки, хоризонтално наредени дъбови дъски, върху които е накован втори пласт от тънки, тесни, цепени дъсчици с около 5 cm видима ширина. Те са наковани в хоризонтални редове, като всяка по-горна застъпва по-долната.
Приземието на черноморската къща твърде често представлява голямо пространство, предназначението на което е в зависимост от занятието на домакина. Конструкцията на етажа се носи от дървени колонки. Приземието в единия край е преградено и се образува стълбищно антре, а понякога дюкян и много рядко стая. Приземието с конструкцията, разпределението и предназначението си напомня твърде много вътрешния двор в родопската къща. Такава прилика има и в разпределението на етажа. Най-голямото помещение в него е „залата“ или саловът. Тя играе ролята на потона в късните родопски къщи. В нея извежда стълбата. Залата е разположена в единия ъгъл на сградата или заема централно място в плановата композиция. Жилищните помещения се намират в трите или четирите ъгъла на къщата, а между тях са поставени малки помещения. Когато са затворени, тези междинни помещения служат за килер, а когато са напълно отворени към залата, образуват с нея общо пространство. Жилищните стаи, разположени в ъглите, а често пъти и всички помещения в етажа са наддадени и подпрени с паянти. Твърде често стряхата следва външните очертания на етажа.